# Roger Kempf

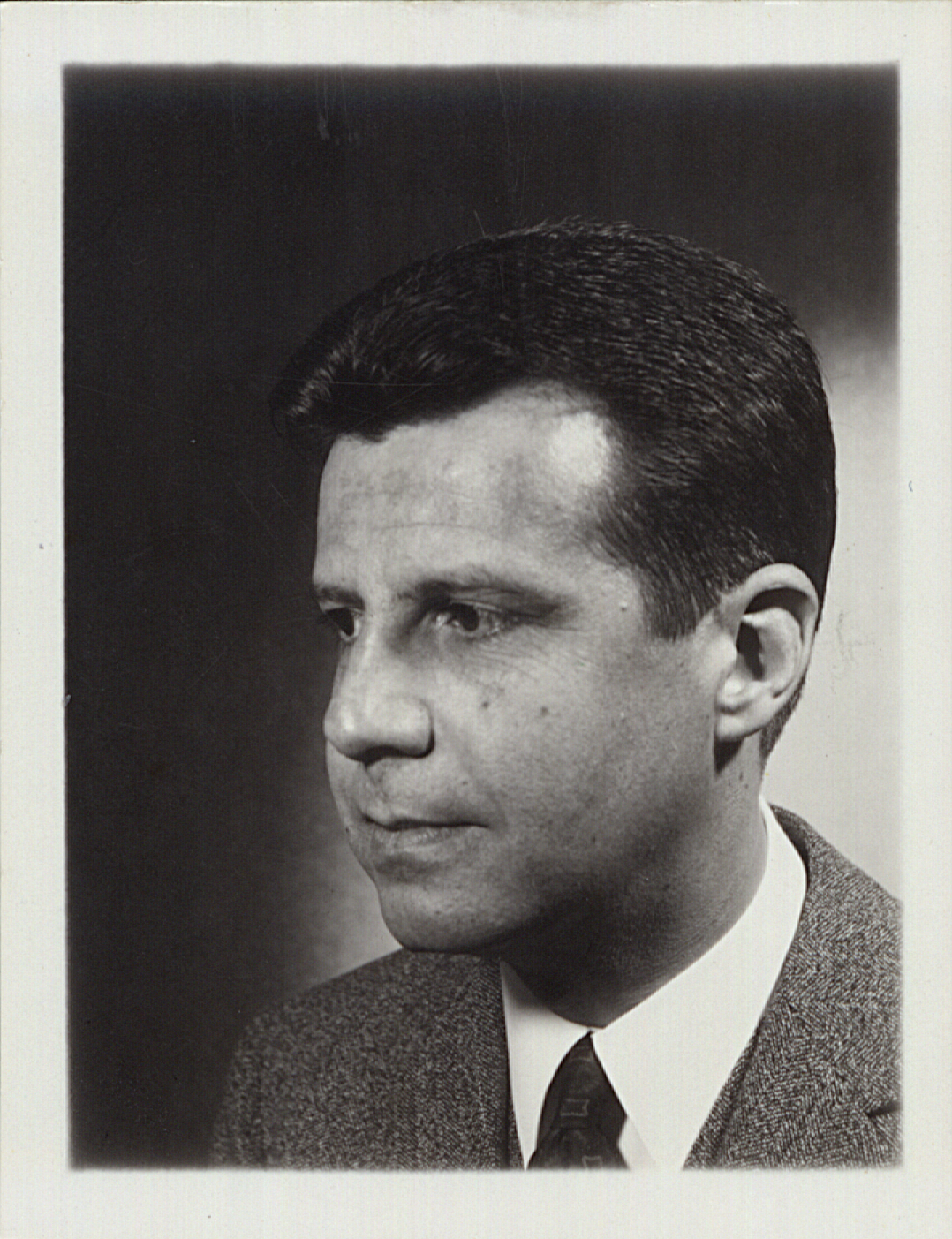
Roger Kempf (1968)

Roger Kempf (* 6. Juli 1927 in Strassburg; † 9. September 2014) war ein Schweizer Romanist und Professor an der ETH Zürich.

## Leben
Roger Kempf studierte an den Universitäten von Bordeaux, Strasbourg und Lille und schloss mit dem doctorat ès lettres in Neuchâtel ab. Anschliessend arbeitete er als Assistent und Lektor an den Universitäten Uppsala, Bonn und Basel, bis er 1960 als Visiting Associate Professor und ab 1963 als Associate Professor of Romance Languages an der Northwestern University in Illinois (USA) arbeitete. Zwei Jahre später folgte dort die Beförderung zum Full Professor. Zum 1. April 1968 wurde er zum ordentlichen Professor für französische Sprache und Literatur der ETH Zürich gewählt, wo er bis zu seiner Emeritierung Ende September 1992 lehrte und forschte.

## Schriften (Auswahl)
- Diderot et le roman. Éditions du Seuil, Paris 1964.
- Sur le corps romanesque. Éditions du Seuil, Paris 1968.

## Ehrungen und Auszeichnungen
- 1969: Literaturpreis der Académie française für sein Buch Sur le corps romanesque[3][4]
- 1980: Croix de Chevalier de l’Ordre des Arts et des Lettres, durch das Ministère des Affaires Culturelles der französischen Regierung[5]
- 1985: Chevalier de l’Ordre national du Mérite, durch den Präsidenten der französischen Republik[5]
- 2005: Literaturpreis der Académie française für sein Buch L’indiscrétion des frères Goncourt[3]